# Дьяконова, Ольга Алексеевна
Ольга Алексеевна Дьяконова (15 февраля 1929, Севастополь, РСФСР, СССР — 6 февраля 2014, Москва, РФ) — советский и российский библиотечный деятель, Заслуженный работник культуры РСФСР (1979).

## Биография
Родилась 15 февраля 1929 года в Севастополе в семье военнослужащего. Её детство и юность было очень трудным, ибо её семья попала в непростые времена, когда в СССР происходили массовые репрессии, а следом за этим — ВОВ, но её семья выдержала все испытания судьбы и она попала в Москву и в 1946 году поступила на славянское отделение филологического факультета МГУ, который она окончила в 1951 году. В том же году устроилась на работу в ГБЛ и попала в отдел комплектования. Начиная с 1965 года представляла интересы СССР в различных международных библиотечных организациях в разных городах и странах мира. Жила и работала в Москве по адресу Серпов переулок, 5.
Скончалась в 2014 году в Москве, не дожив лишь нескольких дней до 85-летнего юбилея.

## Научные работы
Основные научные работы посвящены деятельности библиотек в различных странах мира. Автор ряда научных работ.